# River Frome (Bristol)
Der River Frome entspringt im Dodington Park westlich von Tormaton in South Gloucestershire.
River Frome ist der Name mehrerer Flüsse in Südwest-England. Der Name kommt aus dem Altenglischen und bedeutet im Deutschen so viel wie „rege“ oder „gut“.
Von seiner Quelle fließt der Frome in westlicher Richtung durch die Orte Chipping Sodbury und Yate. Westlich von Yate wendet der Fluss sich in südwestlicher Richtung. Kurz vor dem Autobahndreieck der M4 und der M32 kreuzt der Fluss die M4 und folgt zuerst dem Verlauf der M32, unter der er, an deren Ende am Rande der Innenstadt von Bristol verläuft. Von dort wird der Frome vollständig unterirdisch durch das Stadtzentrum geführt. Der Frome mündet in den Avon in einem Bereich innerhalb der Innenstadt von Bristol, der als Floating Harbour bezeichnet wird, wo der Avon entsprechend den Gezeiten durch Schleusen reguliert wird.
Der Frome Valley Walkway verläuft von Old Sudbury östlich von Chipping Sudbury 30 km entlang des Flusses bis nach Bristol.